# WAVER
〈WAVER〉는 도모토 쯔요시의 통산 2번째 싱글이다.

## 개요
전작 〈거리/맹목적인 사랑의 법칙〉로부터 약 2년 만의 싱글이다.

## 수록곡

### 초회 한정반
1. ORIGINAL COLOR
작사·작곡: 도모토 쯔요시 / 편곡: 카메다 세이지
2. 恋のカマイタチ / 사랑의 상처
작사·작곡: 도모토 쯔요시 / 편곡: 소가와 토모지
3. ココロノブラインド / 마음의 블라인드
작사·작곡: 도모토 쯔요시 / 편곡: 카메다 세이지
4. ORIGINAL COLOR (Backing Track)
5. 恋のカマイタチ (Backing Track)
6. ココロノブラインド (Backing Track)

### 통상반
1. ORIGINAL COLOR
2. 恋のカマイタチ / 사랑의 상처
3. ココロノブラインド / 마음의 블라인드
4. スクリーン / 스크린
작사·작곡: 도모토 쯔요시 / 편곡: 니시카와 스스무